# Mạch điện RL
Mạch điện RL là mạch điện điện tử có 2 linh kiện tử Điện trở R và Tụ điện L cùng với các lối mắc để tạo ra một bộ phận điện tử có khả năng thực thi một việc

## Mạch điện RL nối tiếp
Ở trạng thái cân bằng, tổng mạch điện của cuộn từ và điện trở bằng không
{\displaystyle V_{L}+V_{R}=0}
{\displaystyle L{\frac {di}{dt}}+iR=0}
{\displaystyle {\frac {di}{dt}}+i{\frac {R}{L}}=0}
{\displaystyle si+{\frac {1}{T}}i=0}
{\displaystyle s=-{\frac {1}{T}}}
{\displaystyle i=Ae^{st}=Ae^{-{\frac {1}{T}}t}}
{\displaystyle T={\frac {L}{R}}}

## Mạch điện bộ lọc tần số thấp
{\displaystyle {\frac {v_{o}}{v_{i}}}={\frac {R}{R+j\omega L}}={\frac {1}{1+j\omega {\frac {L}{R}}}}={\frac {1}{1+j\omega T}}}
{\displaystyle T={\frac {L}{R}}}
{\displaystyle \omega _{o}={\frac {1}{T}}={\frac {R}{L}}}
{\displaystyle v_{o}(\omega =0)=v_{i}}
{\displaystyle v_{o}(\omega =\omega _{o})={\frac {v_{i}}{2}}}
{\displaystyle v_{o}(\omega =00)=0}

## Mạch điện bộ lọc tần số cao RL
{\displaystyle {\frac {v_{o}}{v_{i}}}={\frac {j\omega L}{R+j\omega L}}={\frac {j\omega {\frac {L}{R}}}{1+j\omega {\frac {L}{R}}}}={\frac {j\omega T}{1+j\omega T}}}
{\displaystyle T={\frac {L}{R}}}
{\displaystyle \omega _{o}={\frac {1}{T}}={\frac {R}{L}}=2\pi f}
{\displaystyle v_{o}(\omega =0)=0}
{\displaystyle v_{o}(\omega =\omega _{o})={\frac {v_{i}}{2}}}
{\displaystyle v_{o}(\omega =0)=v_{i}}

## Tổng kết
| Mạch điện RL          | Lối mắc | Công thức |
| RL nối tiếp           |         | {\displaystyle V_{L}+V_{R}=0} {\displaystyle L{\frac {di}{dt}}+iR=0} {\displaystyle {\frac {di}{dt}}+i{\frac {R}{L}}=0} {\displaystyle {\frac {di}{dt}}=-{\frac {1}{T}}i} {\displaystyle i=Ae^{-{\frac {t}{T}}}} {\displaystyle T={\frac {L}{R}}} |
| LR bộ lọc tần số thấp |         | {\displaystyle {\frac {v_{o}}{v_{i}}}={\frac {j\omega L}{R+j\omega L}}={\frac {j\omega {\frac {L}{R}}}{1+j\omega {\frac {L}{R}}}}={\frac {j\omega T}{1+j\omega T}}} {\displaystyle T={\frac {L}{R}}} {\displaystyle \omega _{o}={\frac {1}{T}}={\frac {R}{L}}=2\pi f} {\displaystyle v_{o}(\omega =0)=0} {\displaystyle v_{o}(\omega =\omega _{o})={\frac {v_{i}}{2}}} {\displaystyle v_{o}(\omega =0)=v_{i}} |
| RL bộ lọc tần số cao  |         | {\displaystyle {\frac {v_{o}}{v_{i}}}={\frac {R}{R+j\omega L}}={\frac {1}{1+j\omega {\frac {L}{R}}}}={\frac {1}{1+j\omega T}}} {\displaystyle T={\frac {L}{R}}} {\displaystyle \omega _{o}={\frac {1}{T}}={\frac {R}{L}}=2\pi f} {\displaystyle v_{o}(\omega =0)=v_{i}} {\displaystyle v_{o}(\omega =\omega _{o})={\frac {v_{i}}{2}}} {\displaystyle v_{o}(\omega =0)=0}                                      |